# Victor Riabochtan
Victor Riabochtan es un deportista soviético que compitió en atletismo adaptado. Ganó tres medallas en los Juegos Paralímpicos de Seúl 1988.

## Palmarés internacional
| Juegos Paralímpicos | Juegos Paralímpicos  | Juegos Paralímpicos | Juegos Paralímpicos  |
| Año                 | Lugar                | Medalla             | Prueba               |
| ------------------- | -------------------- | ------------------- | -------------------- |
| 1988                | Seúl (Corea del Sur) | Medalla de oro      | 100 m B1             |
| 1988                | Seúl (Corea del Sur) | Medalla de oro      | 400 m B1             |
| 1988                | Seúl (Corea del Sur) | Medalla de bronce   | Salto de longitud B1 |